# Lincolnská katedrála
Lincolnská katedrála, oficiálně Katedrální kostel Panny Marie v Lincolnu (Cathedral Church of the Blessed Virgin Mary of Lincoln) je historická katedrála nacházející se v anglickém městě Lincoln a je sídlem Lincolnské diecéze anglikánské církve. Byla po více než 200 let (1300 až 1549) nejvyšší stavbou na světě, ale její centrální věž se v 16. století zhroutila a nebyla obnovena.

## Historie

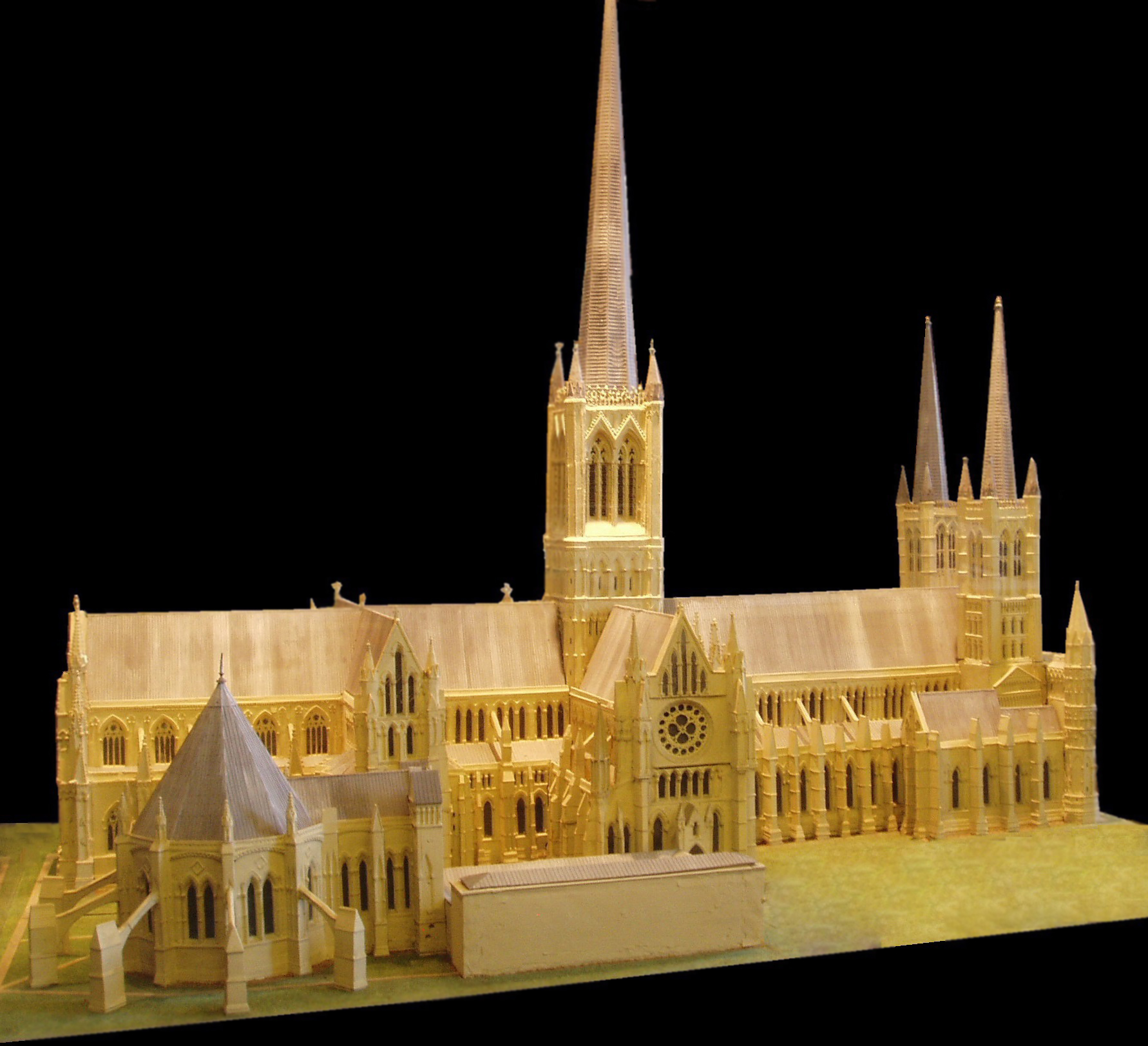
Model Lincolnské katedrály, jak vypadala ve středověku

Na pokyn Viléma I. byla zahájena stavba první katedrály roku 1072. Stavba byla dokončena roku 1092. Po padesáti letech byla katedrála zničena ohněm. Biskup Alexander katedrálu nechal obnovit a rozšířit ale nová stavba byla zničena zemětřesením roku 1185.
Po zemětřesení byl jmenován nový biskup Hugh, pocházející z Francie. Ten zahájil rozsáhlou obnovu a rozšíření katedrály. Přestavba byla zahájena na východním křídle. Hlavní chrámová loď byla postavena v raně gotickém slohu. Na stavbě byly použity architektonické postupy té doby – zalomené oblouky, opěrné pilíře a žebrovaný strop. To umožnilo vytvoření větších oken.
Katedrála je třetí největší, po Katedrále svatého Pavla v Londýně a Yorské katedrále, ve Velké Británii podle zastavěné plochy. Její rozměry jsou – délka 146m a šířka 82m. Hodiny katedrály pocházejí z 19. století a zvonice je vybavena třinácti zvony. Její zajímavostí jsou mimo jiné děkanské a biskupské oko, které byly vytvořeny ve středověku. Starší děkanské oko v severní křížové chrámové lodi pochází z roku 1192 a po rekonstrukci bylo dokončeno roku 1235. Pozdější biskupské oko v jižní křížové lodi bylo dokončeno roku 1330.
Po přístavbě děkanského oka a jiných gotických doplňcích došlo zřejmě k některým konstrukčním chybám v opoře hlavní věže a ta se v roce 1237 nebo 1239 zřítila. Stavba nové hlavní věže spolu s přestavbou hlavní lodi byla zahájena roku 1255. Zvětšení původní malé kruhové hlavní lodi si vyžádal vzrůstající počet poutníků ke hrobce biskupa Hugha.
Hlavní věž byla vztyčena do své současné výše 83m v letech 1307 až 1311. Byly také rekonstruovány a zvýšeny západní věže a brána. V té době zastřešovala hlavní věž dřevěná střecha, která byla zničena roku 1548 bleskem. Před katedrálou byly instalovány dvě sochy Eduarda I. a jeho ženy Eleanory, jejíž ostatky jsou uschovány uvnitř budovy. V 15. století byla postavena kaple v perpendikulárním slohu.
Lincolnský biskup byl jedním ze signatářů Magny Charty a jedna z jejich čtyř exemplářů byla po několik staletí uschována v Lincolnské katedrále. V současnosti je vystavována v blízkém Lincolnském hradu. Další se nacházejí v Britském muzeu a Salisburské katedrále.